# Comuna Taverivka, Ciutove
Taverivka (în ucraineană Таверівка) este o comună în raionul Ciutove, regiunea Poltava, Ucraina, formată din satele Cervone, Perșotravneve și Taverivka (reședința).

## Demografie
Componența lingvistică a comunei Taverivka
     Ucraineană (93,2%)
     Rusă (3,91%)
     Alte limbi (1,03%)
Conform recensământului din 2001, majoritatea populației comunei Taverivka era vorbitoare de ucraineană (93,2%), existând în minoritate și vorbitori de rusă (3,91%) și armeană (1,75%).